# Логан Пол
Логан Александер Пол (енгл. Logan Alexander Paul; Вестлејк, 1. април 1995) амерички је инфлуенсер, професионални рвач, јутјубер, предузетник и глумац. Популарност је стекао на платформи Vine. Творац је енергетског пића Prime.

## Биографија
Логан Пол је рођен 1. априла 1995. године. Одрастао је у Охају заједно са братом Џејком који је такође интернет звезда. Кренуо је да снима смешне клипове на платформи Vine и убрзо је постао популаран. До средине 2014. године стекао је велики број пратилаца и на другим друштвеним мрежама (Facebook, Instagram, Twitter, YouTube). Компилација његових видеа са Vine-а прикупио је више од четири милиона прегледа прве недеље када је објављен на сајту YouTube. Године 2015. појавио се у епизоди серије Ред и закон: Одељење за специјалне жртве.
Дана 31. децембра 2017. Пол је поставио влог на свој YouTube канал који приказује леш човека који се обесио у Aокигахари у подножју планине Фуџи у Јапану. Видео који приказује леш и реакције његове групе на њега критиковале су многе познате личности.
У јуну 2021. године је учествовао у бокс мечу против Флојда Мејведера. Меч је завршен без победника.

## Дискографија

### Синглови
- 2016 (2016)
- Help Me Help You (2017)
- Outta My Hair (2017)
- No Handlebars (2017)
- Santa Diss Track (2017)
- The Number Song (2018)
- Going Broke (2020)
- 2020 (2020)

### Промо синглови
- The Fall of Jake Paul (2017)